# SSD Akragas
Società Sportiva Dilettantistica Akragas 2018, zkráceně jen Akragas je italský klub hrající v sezoně 2024/25 4. italskou fotbalovou ligu, sídlící ve městě Agrigento v regionu Sicílie.

## Změny názvu klubu
- 1939/40 – 1951/52 – SNG Akragas (Segretariato Nazionale Gioventù Akragas)
- 1952/53 – 1987/88 – US Akragas (Unione Sportiva Akragas)
- 1988/89 – US Agrigento-Favara (Unione Sportiva Agrigento-Favara)
- 1989/90 – 1991/92 – US Agrigento Hinterland (Unione Sportiva Agrigento Hinterland)
- 1992/93 – 1993/94 – AC Akragas (Associazione Calcio Akragas)
- 1994/95 – AC Akragas Città di Agrigento (Associazione Calcio Akragas Città di Agrigento)
- 1995/96 – 1998/99 – AS Akragas (Associazione Sportiva Akragas)
- 1999/00 – 2010/11 – Akragas Calcio (Akragas Calcio)
- 2011/12 – 2013/14 – Akragas Città dei Templi (Akragas Città dei Templi)
- 2014/15 – 2019/20 – SS Akragas Città dei Templi (Società Sportiva Akragas Città dei Templi)
- 2019/20 – 2021/22 – SS Akragas Città dei Templi (Società Sportiva Akragas Città dei Templi)
- 2022/23 – SSD Akragas 2018 (Società Sportiva Dilettantistica Akragas 2018)

## Získané trofeje

### Vyhrané domácí soutěže
- 4. italská liga (2x)

2014/15, 2015/16
- 5. italská liga (4x)

1956/57, 1980/81, 1991/92, 2022/23

## Účast v ligách
| Úroveň soutěže | Název soutěže (nynější název) | První hraná sezona | Poslední hraná sezona | celkem odehraných sezon |
| -------------- | ----------------------------- | ------------------ | --------------------- | ----------------------- |
| 3              | Serie C                       | 1959/60            | 2017/18               | 14                      |
| 4              | Serie D                       | 1958/59            | 2024/25               | 18                      |
| 5              | Eccellenza                    | 1953/54            | 2022/23               | 19                      |

## Trenéři

### Známí trenéři v klubu
- Francisco Lojacono (1984–1985)
- Nicola Legrottaglie (2015–2016)